# Мимица Миљана Алексић
Мимица Миљана Алексић (Београд, 1954) је српска сликарка.

## Биографија
Рођена је 1954. године у Београду. Завршила је историју уметности на Филозофском факултету Универзитета у Београду. Члан је Удружења ликовних уметника Србије и Удружења ликовних уметника „Светионик”. Учествовала је на деведесет колективних изложби у земљи и иностранству и имала је пет самосталних изложби. Награђивана је за рад „Студеница” објављен у часопису „Просветни преглед” 1987. године и на изложби „Слободни октобарски Салон” другом наградом 2009. у Педагошком музеју у Београду. Радила је као кустос двадесет година у галерији Градске библиотеке Панчево.